# Cafú (calciatore 1977)
Arlindo Gomes Semedo, meglio conosciuto come Cafú (Lisbona, 17 novembre 1977), è un ex calciatore portoghese naturalizzato capoverdiano, di ruolo attaccante.

## Carriera

### Club
Dopo aver giocato con varie squadre di club, nel 2009 si trasferisce all'Anorthosis per poi passare nel 2011 all'AEL Limassol e poi nel 2012 all'Alki Larnaca.

### Nazionale
Ha disputato 15 partite con la Nazionale capoverdiana.